# Eric Sardinas
Eric Sardinas to amerykański gitarzysta blues rockowy urodzony w 1970 roku w Fort Lauderdale, Floryda.
Na gitarze zaczął grać w wieku 6 lat. Wzorował się na muzyce takich artystów jak Charlie Patton, Bukka White, Big Bill Broonzy, Elmore James i Muddy Waters.
W 1990 przyjechał do Los Angeles, gdzie grał na ulicach zanim założył grupę Eric Sardinas Project.
Jego pierwszy album Treat Me Right ukazał się w roku 1999. Początkowo nagrywał dla wytwórni Evidence Music, później - począwszy od trzeciej płyty - dla wytwórni Steve'a Vaia - Favored Nations.
W latach 2001 i 2005 jego zespół występował jako support na światowych tournée Steve'a Vaia. Ponadto wystąpił w Polsce 10 października 2009 roku na festiwalu Rawa Blues oraz 17 listopada 2011 w Starym Domu w Domecku koło Opola. Sardinas pojawił się również na 32 edycji Rawy Blues Festival, która odbyła się 6 października 2012 roku. Swoją obecność zaznaczył także w listopadzie 2013 w klubie Free blues Club w Szczecinie.

## Dyskografia
- Treat Me Right (1999)
- Devil's Train (2001)
- Black Pearls (2003)
- Eric Sardinas and Big Motor (2008)
- Sticks & Stones (2011)